# Diosdado Cabello

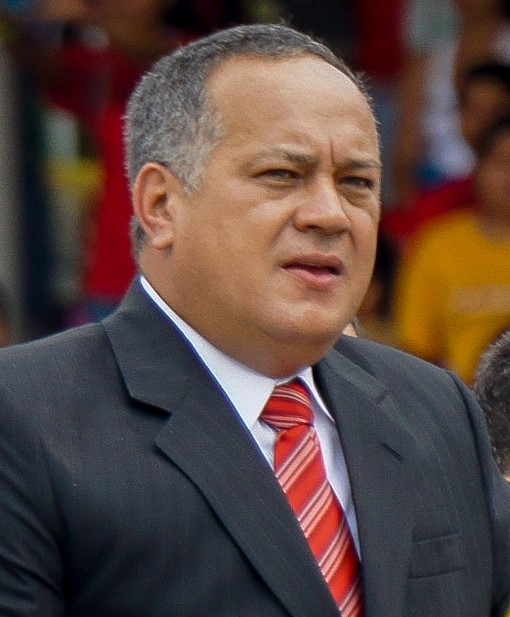
Diosdado Cabello 2013

Diosdado Cabello Rondón (* 15. April 1963 in El Furrial, Monagas) ist ein venezolanischer Politiker, Militär sowie Ingenieur und aktueller Innenminister. Am 13. April 2002 war er während der Entführung von Hugo Chávez für einen Tag amtierender Präsident Venezuelas. Er gilt als einer der korruptesten Politiker Venezuelas und nach dem Tode von Chávez als „heimliche Nummer eins des Chavismus“. Im Juni 2018 wurde er Vorsitzender der von Präsident Maduro zur Entmachtung des Parlaments verfassungswidrig eingerichteten „Verfassungsgebenden Versammlung“.

## Leben
Diosdado Cabello graduierte an der venezolanischen Militärakademie (Academia Militar de Venezuela) und am Polytechnischen Universitären Institut der Armee. Am 4. Februar 1992 beteiligte er sich an dem gescheiterten Putschversuch der linksnationalen Offiziersgruppe um Hugo Chávez gegen den Präsidenten Carlos Andrés Pérez. Nach der Entlassung von Chávez aus dem Gefängnis unterstützte Cabello dessen Wahlkampf und hatte maßgeblichen Anteil an der Führung der Movimiento V República (Bewegung für die Fünfte Republik). Im Jahr 2002 ersetzte er Adina Bastidas als Vizepräsidenten, was von der Opposition als „Militarisierung des Kabinetts“ durch Chávez kritisiert wurde. Während des Staatsstreiches am 11. April 2002 hielt sich Cabello versteckt, da die Macht im Land faktisch in den Händen von Pedro Carmona Estanga lag. Erst als dieser nach zwei turbulenten Tagen zurücktrat, wurde Cabello zum Interimspräsident, bis Chávez am nächsten Tag von Spezialeinheiten der Armee befreit wurde.
Von 2002 bis 2010 war er mehrfach Minister:
- Minister des Präsidialamts (2002)
- Innen- und Justizminister (2002–2003)
- Minister für Infrastruktur (2003–2004)
- Minister für öffentliche Bauten und Wohnungsbau (2009–2010)

Dazwischen, von 2004 bis 2008, war er Gouverneur des Bundesstaates Miranda. Bei den Wahlen im Jahr 2004 setzte sich Cabello mit 52 % der Stimmen gegen den christdemokratischen Amtsinhaber Enrique Mendoza durch, der Miranda seit 1995 regiert hatte und 48 % der Stimmen erhielt. Bei den Gouverneurswahlen 2008 unterlag er Henrique Capriles von der Partei Primero Justicia, die zur Opposition gegen Chávez gehört.
Seit 2007 gilt Cabello als einer der wichtigsten Führer der Vereinigten Sozialistischen Partei Venezuelas (PSUV), die Hugo Chávez unterstützt. Seit 2008 ist er stellvertretender Parteivorsitzender. Vom Januar 2010 bis zum Januar 2016 war er Parlamentspräsident. In diesem Amt setzte er sich über alle Gepflogenheiten und Gesetze hinweg: Er ließ Abgeordnete der Opposition im Plenum nicht zu Wort kommen, fror deren Diäten ein und entzog ihnen die parlamentarische Immunität.
Cabellos lange Karriere unter Chávez ist insofern bemerkenswert, als Chávez ansonsten Mitstreiter, die ihm gefährlich werden könnten, schnell auf unwichtigen Posten abzustellen pflegte. Daher war es für viele Venezolaner überraschend, dass Hugo Chávez vor seiner Krebsoperation im Dezember 2012 seine Anhänger dazu aufrief, für den Vizepräsidenten Nicolás Maduro zu stimmen, falls er – Chávez – sein Amt nicht mehr ausüben könne, dass er also nicht Cabello designiert hatte. Ungeachtet dessen führten Maduro und Cabello einen erbitterten Machtkampf um Chávez’ Nachfolge. Chávez’ Tod wurde am 5. März 2013 bekannt gegeben.
Cabello ist verheiratet und hat vier Kinder. Er versorgt seine Familie mit hochdotierten und einflussreichen Posten:
- Sein Bruder José David Cabello ist ebenfalls chavistischer Funktionär. Er leitete den Servicio Nacional Integrado de Administración Aduanera y Tributaria (SENIAT), die Behörde für Zölle und Steuern, und ist seit 2013 Industrieminister.
- Cabellos Frau Marlenys Contreras ist seit 2015 Ministerin für Tourismus.
- Seine Schwester Glenna war Beraterin der Ständigen Mission Venezuelas bei den Vereinten Nationen.[7]

Dies brachte ihm den Vorwurf der Vetternwirtschaft ein.
Auch in der Krise im Januar 2019 galt Cabello als Nummer zwei des Chavismus oder als rechte Hand Maduros. Er gilt als der mögliche Kommandant von 100.000 bewaffneten Paramilitärs, sogenannter Colectivos, welche die Bevölkerung einschüchtern. Wegen Menschenrechtsverletzungen verwehrt ihm die Schweiz seit 2018 die Einreise, darüber hinaus wurden dort seine Vermögenswerte eingefroren.

## Drohungen gegen Oppositionelle in der Fernsehsendung „Con el Mazo Dando“
Cabello hat seine eigene wöchentliche Sendung im staatlichen Fernsehsender VTV: Con el Mazo Dando (Hammerschläge). In dieser Sendung gibt Cabello die Sicht der Regierung zu vielen politischen Themen wieder und übt heftige Kritik an der Opposition. Die Interamerikanische Kommission für Menschenrechte äußerte sich besorgt darüber, wie diese Sendung versucht, Menschen einzuschüchtern, die sich an die Kommission zugewandt hatten. Manche venezolanischen Kommentatoren verglichen die Wiedergabe von Aufnahmen privater Gespräche der Oppositionellen, wie sie in dieser Sendung üblich ist, mit den Praktiken der DDR, wie sie im Film Das Leben der Anderen gezeigt wurden.
Amnesty International verurteilte die „Schmierenkampagnen“ von Cabello gegen die venezolanischen Menschenrechtsverteidiger Rafael Uzcátegui und Carlos Correa. Er hatte sich – offenbar illegal – Zugang zu deren privater Korrespondenz verschafft und durch einen entsprechenden Aufruf in seiner Sendung dafür gesorgt, dass Uzcátegui und Correa bei der Rückkehr von einer Zeugenaussage vor der Interamerikanischen Kommission für Menschenrechte auf dem Flughafen von Caracas von Cabellos Anhängern bedrängt und bedroht wurden.

## Skandale
Oppositionelle haben mehrere Klagen gegen Cabello erhoben. Ihm wird vorgehalten, zahlreiche ertragreiche Immobilien und mehrere Unternehmen unter seine Kontrolle gebracht zu haben, darunter das Großunternehmen EVEBA in Cumaná. Im Dezember 2008 wurden der Kontrollkommission gegen Korruption Dokumente über die „unregelmäßige Behandlung“ von 230 Millionen US-Dollar vorgelegt.
Selbst innerhalb der linken Bewegungen gibt es seit langem Stimmen, die sich gegen Diosdado Cabello erheben. Im Mai 2015 wurde bekannt, dass US-amerikanische Behörden Cabello des Kokainhandels und der Geldwäsche verdächtigen.
Nach den mutmaßlich durch das Regime manipulierten Präsidentschaftswahlen 2024 wurde Cabello erneut zum Innenminister ernannt. Menschenrechtsgruppen befürchteten, dass dadurch die Repressionen gegen Oppositionelle und Kritiker des offiziellen Wahlergebnisses nun nochmals verstärkt werden würden.
Siehe auch: Korruption in Venezuela, Absatz Diosdado Cabello, Cartel de los Soles